# Porphyromonadaceae
Famille
Genres de rang inférieur
- Falsiporphyromonas
- Porphyromonas, genre type

Porphyromonadaceae est une  famille de bactéries à Gram négatif de l'ordre des Bacteroidales et du phylum Bacteroidota. Cette famille comprend notamment le genre de bactéries Porphyromonas responsable de nombreuses pathologies parodontales.

## Historique
La famille Porphyromonaceae a été créée en 2012 pour contenir les genres bactériens Porphyromonas, Tannerella ainsi que Barnesiella, Dysgonomonas, Paludibacter, Petrimonas et Proteiniphylum.

## Taxonomie

### Étymologie
L'étymologie du genre Porphyromonadaceae est la suivante :  N.L. fem. n. Porphyromonas, le genre type de la famille; L. fem. pl. n. suff. -aceae, suffixe pour désigner une famille; N.L. fem. pl. n. Porphyromonadaceae, ce qui signifie : la famille des Porphyromonas,.

### Classification Phylogénique
L'analyse phylogénétique de séquences de l'ARNr 16S a permis de classer les Parabacteroides et les Tannerella au sein de la famille Porphyromonadaceae dans le Bergey's Manual. En 2016, les Parabacteroides et les Tannerella sont reclassées dans la famille des Tannerellaceae nouvellement créée et donc séparées de la famille Porphyromonadaceae tout en restant incluses dans l'ordre des Bacteroidales, la classe des Bacteroidia et dans le phylum Bacteroidota. Ce déplacement des deux genres bactériens et le nouveau nom de Famille a été validé en 2022 par l'International Committee on Systematics of Prokaryotes.